# Golden Eagles de Southern Miss
Pour les articles homonymes, voir Eagles (homonymie).
Les Golden Eagles de Southern Miss (en anglais : Southern Miss Golden Eagles) sont un club omnisports universitaire de l'université du Sud du Mississippi à Hattiesburg (Mississippi).
Les équipes des Golden Eagles participent aux compétitions universitaires organisées par la National Collegiate Athletic Association au sein de sa Division I.
Southern Miss est membre de la Sun Belt Conference depuis la saison 2022 après avoir été dans la Conference USA entre 1996 et 2021.
Son programme de football américain évolue dans la NCAA Division I FBS.
Les Southerners du Mississippi deviennent les Golden Eagles de Southern Miss en 1971.